# Юр'євка (Маріїнсько-Посадський район)
Ю́р'євка (рос. Юрьевка, чув. Юрьевка) — присілок у складі Маріїнсько-Посадського району Чувашії, Росія. Входить до складу Сутчевського сільського поселення.
Населення — 26 осіб (2010; 26 у 2002).
Національний склад:
- чуваші — 100 %